# Taurulus bubalis
El cabrachito (Taurulus bubalis), también llamado cabracho espinoso, es una especie de pez actinopeterigio marino, la única del género monotípico Taurulus de la familia de los cótidos.

## Morfología
Con la coloración y forma del cuerpo crípticos típicos del orden, la longitud máxima descrita es de 17,5 cm los machos y 25 cm las hembras, aunque la longitud máxima común es de 12,0 cm. La espina más larga de la cubierta frontal de las branquias alcanza hacia atrás hacia un punto por debajo de la parte delantera de la aleta dorsal; las membranas de las branquias se encuentran unidas a la garganta, sin protuberancias óseas por encima ni por debajo de la áspera línea lateral.

## Biología
Se alimenta de mísidos, anfípodos, decápodos, poliquetos, moluscos, ophiuroideos y peces. Respira el aire cuando está fuera del agua.

## Distribución y hábitat
Se distribuye por el océano Atlántico: Islandia, las islas Shetland, desde Múrmansk hacia el sur hasta el sur de España, también en el mar Báltico hacia el norte hasta el golfo de Finlandia, el mar del Norte y las costas del norte del mar Mediterráneo hacia el este hasta el golfo de Génova.
Son peces marinos de agua templada, a veces en aguas salobres, de demersal y no migradores, que prefieren un rango de profundidad desde la superficie hasta los 200 m. Una especie residente en su área, habita charcas de marea y aguas costeras sobre fondos rocosos o entre algas, aunque puede abandonar estas charcas cuando las condiciones se vuelven inhóspitas, respirando aire en su desplazamiento por tierra.